# Parcs nationaux d'Inde

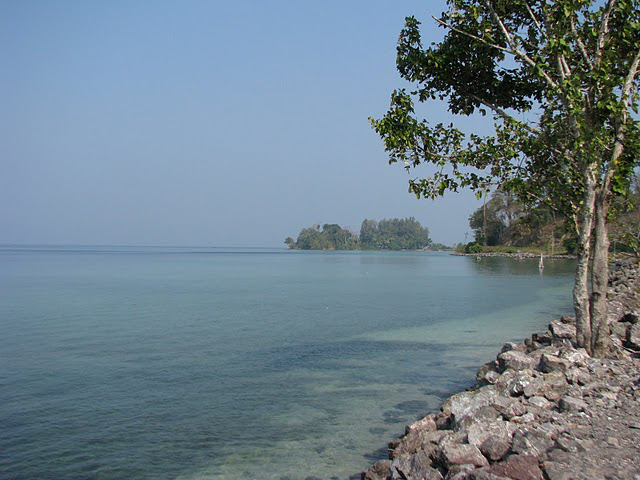
Vue de la plage de Wandoor depuis le parc national marin Mahatma Gandhi.

Les parcs nationaux indiens sont les aires protégées indiennes les plus riches en faune et en flore. Ils sont gérés par le ministère de l'environnement et des forêts.
Le premier parc national indien (catégorie II de la Commission mondiale des aires protégées) fut le Hailey National Park, dénommé aujourd'hui Jim Corbett National Park, créé en 1935. En 1970, l'Inde ne possédait que 5 parcs nationaux, alors qu'en mai 2004 elle en comptait 92. La surface couverte par ces parcs atteint 38 000 km2, soit environ 1,2 % du territoire de l'Inde.
Un nombre total de 166 parcs nationaux a été autorisé, et la mise en place des parcs restants, comme le Kambalakonda National Park en Andhra Pradesh, ou le Anamudi Shola et le Pampadum Shola au Kerala, est planifiée.
Tous les parcs nationaux indiens sont listés ci-dessous, ainsi que l'État où ils sont situés et l'année de leur création.
| Nom                                                             | État                    | Création | Superficie   |
| --------------------------------------------------------------- | ----------------------- | -------- | ------------ |
| Anshi National Park                                             | Karnataka               | 1987     | 250 km²      |
| Balphakram National Park                                        | Meghalaya               | 1986     | 220 km²      |
| Bandhavgarh National Park                                       | Madhya Pradesh          | 1982     | 448,85 km²   |
| Bandipur National Park                                          | Karnataka               | 1974     | 874,20 km²   |
| Bannerghatta National Park                                      | Karnataka               | 1974     | 104,27 km²   |
| Betla National Park                                             | Jharkhand               | 1986     | 231,67 km²   |
| Bhitarkanika National Park                                      | Orissa                  | 1988     | 145 km²      |
| Blackbuck National Park, Velavadar                              | Gujarat                 | 1976     | 34,08 km²    |
| Buxa National Park                                              | Bengale occidental      | 1992     | 117,10 km²   |
| Campbell Bay National Park                                      | Îles Andaman-et-Nicobar | 1992     | 426,23 km²   |
| Corbett National Park                                           | Uttaranchal             | 1936     | 520,82 km²   |
| Parc national de Dachigam                                       | Jammu-et-Cachemire      | 1981     | 141 km²      |
| Desert National Park                                            | Rajasthan               | 1980     | 3 162 km²    |
| Dibru-Saikhowa National Park                                    | Assam                   | 1999     | 340 km²      |
| Dudhwa National Park                                            | Uttar Pradesh           | 1977     | 490,29 km²   |
| Eravikulam National Park                                        | Kerala                  | 1978     | 97 km²       |
| Fossil National Park                                            | Madhya Pradesh          | 1983     | 0,27 km²     |
| Galathea National Park                                          | Îles Andaman-et-Nicobar | 1992     | 110 km²      |
| Gangotri National Park                                          | Uttaranchal             | 1989     | 1 552,73 km² |
| Gir                                                             | Gujarat                 | 1975     | 258,71 km2   |
| Gorumara National Park                                          | Bengale occidental      | 1994     | 79,45 km²    |
| Govind Pashu Vihar                                              | Uttaranchal             | 1990     | 472,08 km²   |
| Great Himalayan National Park                                   | Himachal Pradesh        | 1984     | 754,40 km²   |
| Gugamal National Park                                           | Maharashtra             | 1987     | 361,28 km²   |
| Guindy National Park                                            | Tamil Nadu              | 1976     | 2,82 km²     |
| Gulf of Kachchh Marine National Park                            | Gujarat                 | 1980     | 162,89 km²   |
| Gulf of Mannar Marine National Park                             | Tamil Nadu              | 1980     | 6,23 km²     |
| Parc national de Hemis                                          | Ladakh                  | 1981     | 4 100 km²    |
| Indira Gandhi National Park (anc. Annamalai National Park)      | Tamil Nadu              | 1989     | 117,10 km²   |
| Indravati National Park                                         | Chhattisgarh            | 1981     | 1 258,37 km² |
| Intanki National Park                                           | Nagaland                | 1993     | 202,02 km²   |
| Kalesar National Park                                           | Haryana                 | 2003     | 100,88 km²   |
| Kanha National Park                                             | Madhya Pradesh          | 1955     | 940 km²      |
| Kanger Ghati National Park (Kanger Valley)                      | Chhattisgarh            | 1982     | 200 km²      |
| Kasu Brahmananda Reddy National Park                            | Andhra Pradesh          | 1994     | 1,42 km²     |
| Kaziranga National Park                                         | Assam                   | 1974     | 471,71 km²   |
| Keibul Lamjao National Park                                     | Manipur                 | 1977     | 40 km²       |
| Keoladeo National Park                                          | Rajasthan               | 1981     | 28,73 km²    |
| Khangchendzonga National Park                                   | Sikkim                  | 1977     | 1 784 km²    |
| Parc national de Kishtwar                                       | Jammu-et-Cachemire      | 1981     | 400 km²      |
| Kudremukh National Park                                         | Karnataka               | 1987     | 600.32 km²   |
| Madhav National Park                                            | Madhya Pradesh          | 1959     | 375,22 km²   |
| Mahatma Gandhi Marine National Park (anc. Wandur National Park) | Îles Andaman-et-Nicobar | 1983     | 281,50 km²   |
| Mahavir Harina Vanasthali National Park                         | Andhra Pradesh          | 1994     | 14,59 km²    |
| Manas National Park                                             | Assam                   | 1990     | 500 km²      |
| Mathikettan Shola National Park                                 | Kerala                  | 2003     | 12,82 km²    |
| Middle Button Island National Park                              | Îles Andaman-et-Nicobar | 1987     | 0,64 km²     |
| Mollem National Park                                            | Goa                     | 1978     | 107 km²      |
| Mouling National Park                                           | Arunachal Pradesh       | 1986     | 483 km²      |
| Mount Abu Wildlife Sanctuary                                    | Rajasthan               | 1960     | 288 km²      |
| Mount Harriet National Park                                     | Îles Andaman-et-Nicobar | 1987     | 46,62 km²    |
| Mrugavani National Park                                         | Andhra Pradesh          | 1994     | 3,60 km²     |
| Mudumalai National Park                                         | Tamil Nadu              | 1990     | 103,24 km²   |
| Mukurthi National Park                                          | Tamil Nadu              | 1990     | 78,46 km²    |
| Murlen National Park                                            | Mizoram                 | 1991     | 200 km²      |
| Nagarhole National Park                                         | Karnataka               | 1988     | 643,39 km²   |
| Namdapha National Park                                          | Arunachal Pradesh       | 1983     | 1 985,23 km² |
| Nameri National Park                                            | Assam                   | 1998     | 200 km²      |
| Nanda Devi Biosphere Reserve                                    | Uttaranchal             | 1988     | 5 860,69 km² |
| Navegaon National Park                                          | Maharashtra             | 1975     | 133,88 km²   |
| Neora Valley National Park                                      | Bengale occidental      | 1986     | 88 km²       |
| Nokrek National Park                                            | Meghalaya               | 1986     | 47,48 km²    |
| North Button Island National Park                               | Îles Andaman-et-Nicobar | 1987     | 0,44 km²     |
| Orang National Park                                             | Assam                   | 1999     | 78,80 km²    |
| Panna National Park                                             | Madhya Pradesh          | 1973     | 542,67 km²   |
| Pench National Park1 (Priyadarshini)                            | Madhya Pradesh          | 1975     | 292,85 km²   |
| Pench National Park1                                            | Maharashtra             | 1975     | 257,26 km²   |
| Periyar National Park                                           | Kerala                  | 1982     | 350 km²      |
| Phawngpui Blue Mountain National Park                           | Mizoram                 | 1997     | 50 km²       |
| Pin Valley National Park                                        | Himachal Pradesh        | 1987     | 675 km²      |
| Rajaji National Park                                            | Uttaranchal             | 1983     | 820,42 km²   |
| Rajiv Gandhi National Park                                      | Rajasthan               | 2003     | 200 km²      |
| Rani Jhansi Marine National Park                                | Îles Andaman-et-Nicobar | 1996     | 256,14 km²   |
| Ranthambore National Park                                       | Rajasthan               | 1980     | 392 km²      |
| Saddle Peak National Park                                       | Îles Andaman-et-Nicobar | 1987     | 32,54 km²    |
| Parc national Sálim Ali]                                        | Jammu-et-Cachemire      | 1992     | 9,07 km²     |
| Sanjay National Park²                                           | Chhattisgarh            | 1981     | 1 471,13 km² |
| Sanjay National Park²                                           | Madhya Pradesh          | 1981     | 466,88 km²   |
| Sanjay Gandhi National Park                                     | Maharashtra             | 1983     | 86,96 km²    |
| Sariska National Park                                           | Rajasthan               | 1982     | 273,80 km²   |
| Satpura National Park                                           | Madhya Pradesh          | 1981     | 585,17 km²   |
| Silent Valley National Park                                     | Kerala                  | 1984     | 89,52 km²    |
| Sirohi National Park                                            | Manipur                 | 1982     | 0,41 km²     |
| Simlipal National Park                                          | Orissa                  | 1980     | 845,70 km²   |
| Singalila National Park                                         | Bengale occidental      | 1986     | 78,60 km²    |
| South Button Island National Park                               | Îles Andaman-et-Nicobar | 1987     | 0,03 km²     |
| Sri Venkateswara National Park                                  | Andhra Pradesh          | 1989     | 353,62 km²   |
| Sultanpur National Park                                         | Haryana                 | 1989     | 1,43 km²     |
| Sundarbans National Park                                        | Bengale occidental      | 1984     | 1 330,10 km² |
| Tadoba National Park                                            | Maharashtra             | 1955     | 116,55 km²   |
| Valley of Flowers National Park                                 | Uttaranchal             | 1982     | 87,50 km²    |
| Valmiki National Park                                           | Bihar                   | 1989     | 335,65 km²   |
| Vansda National Park                                            | Gujarat                 | 1979     | 23,99 km²    |
| Van Vihar National Park                                         | Madhya Pradesh          | 1979     | 4,45 km²     |

1Les sections Maharashtra et Madhya Pradesh du Pench National Park sont administrées séparément.
²Les sections Chhattisgarh et Madhya Pradesh du Sanjay National Park sont administrées séparément.